# His Master's Voice

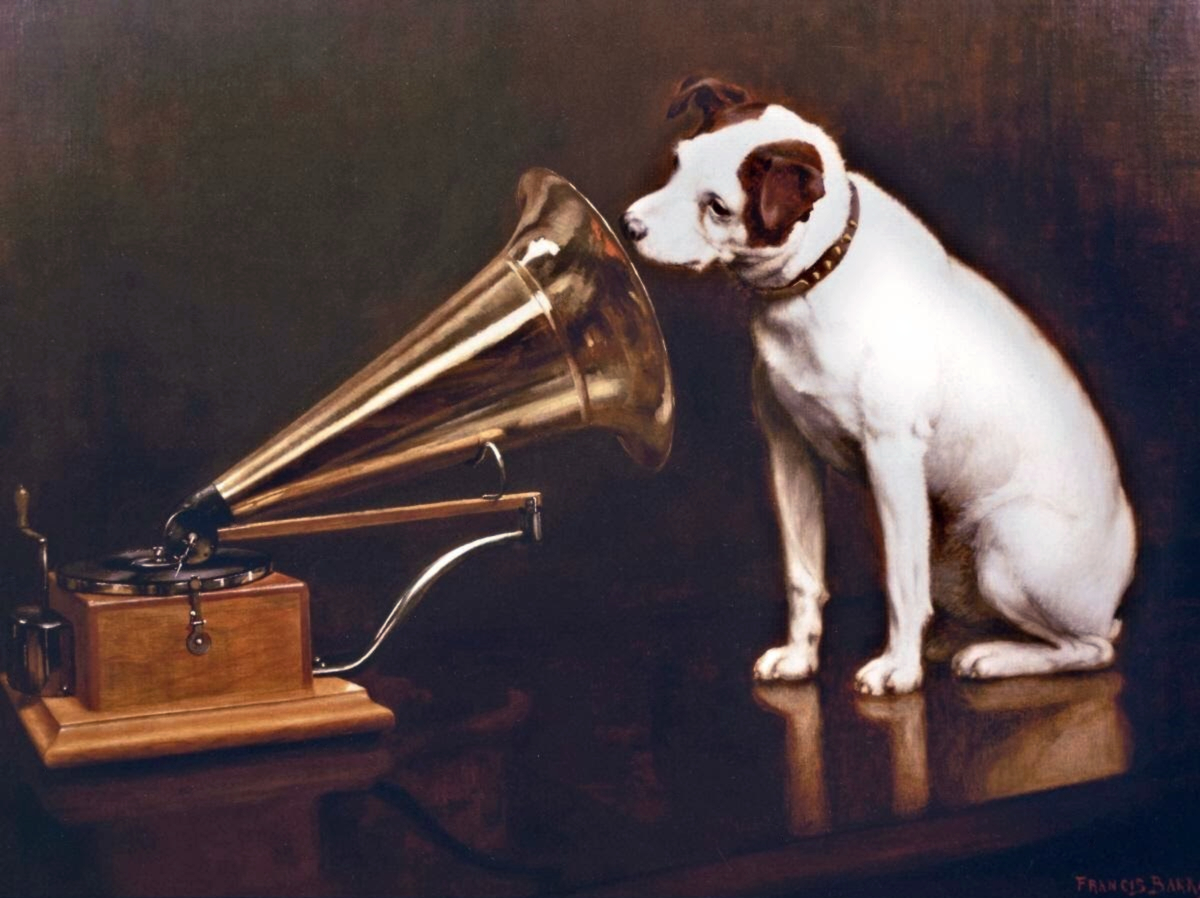
Francis Barraud modificou pintando Nipper que escuta um gramofone de disco

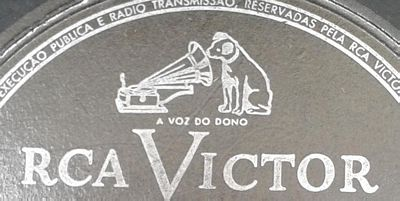
A Voz do Dono

His Master's Voice (trad.: A Voz do Dono), hoje normalmente abreviado para HMV, é uma marca registrada famosa no negócio de música e por muitos anos era o nome de uma marca de uma grande gravadora. O nome foi cunhado em 1899 como o título de uma pintura do cachorro Nipper de Jack Russell Terrier que escuta um gramofone. Na pintura original, o cachorro estava escutando um fonógrafo de cilindro. Na década de 1970, a estátua do cachorro e do gramofone, His Master's Voice, foi recoberta em bronze e dada pela gravadora (EMI) a artistas, produtores ou compositores como um prêmio musical e, muitas vezes, somente após a venda de mais de cem mil gravações.

## A pintura
A imagem da marca registrada vem de uma pintura do artista inglês Francis Barraud e intitulada de His Master's Voice. Ela foi adquirida do artista em 1899 pela recém-criada Gramophone Company e adotada como uma marca comercial por sua aliada dos Estados Unidos, a Victor Talking Machine Company. De acordo com o material publicitário da Gramophone Company, o cachorro, um terrier chamado Nipper, pertencera originalmente ao irmão de Barraud, Mark. Quando Mark Barraud morreu, Francis herdou Nipper, com um fonógrafo de cilindro e gravações da voz de Mark. Francis notou o interesse peculiar que o cão tinha na voz gravada de seu falecido dono emanando do aparelho e concebeu a ideia de colocar a cena em uma tela. O incidente ocorreu na 92 Bold Street, Liverpool.

## Cultura popular
As lojas HMV presentes em vários países como o Canadá utilizam o nome derivado da marca e continuam a utilizar a figura do cão ouvindo o gramofone e derivações para publicidade